# 三川県 (陝西省)
三川県（さんせん-けん）は中華人民共和国陝西省にかつて設置された県。現在の延安市富県南西部に相当する。
五胡十六国時代、前秦により設置された長城県を前身とする。南北朝時代、西魏により三川県と改称された。1074年（熙寧7年）、北宋により廃止された。